# Esteban de Apt
Esteban de Apt (Agda, 975-Apt, 6 de noviembre de 1046), fue obispo de Apt desde el 16 de diciembre de 1010 hasta su muerte el 6 de noviembre de 1046.

## Biografía
Nació en Agda en 975 y fue elegido obispo de Apt a la edad de 35 años.

### Obispo viajero
Solo sabemos que antes de tomar la sede episcopal de Apt, ya había recorrido toda la cuenca mediterránea. Durante su episcopado, Esteban no perdió la costumbre de viajar desde que regresó a Palestina, Italia y España.

### Construcción de una nueva catedral
Las ruinas de la catedral de Apt, en el centro de la ciudad juliana, eran tales que Esteban renunció a que se reconstruyera allí. Eligió que se construyera una nueva catedral sobre los restos de una iglesia cristiana primitiva. Esta nueva catedral fue construida en Bourg, al oeste de la ciudad y extramuros, y la catedral fue demolida en el siglo XVIII durante la construcción del palacio episcopal de Apt, actual sede de la subprefectura.
Esteban la consagró el 15 de agosto de 1038 y la colocó bajo la advocación de San Pedro, Santa María y San Castor. Todavía es conocida con el nombre de Sainte-Marie Nouvelle. La plaza actual frente a la subprefectura marca la ubicación del cementerio contiguo a esta catedral.
Los comentaristas del Cartulario de la Iglesia de Apt señalan que ese mismo 15 de agosto de 1038 murió el rey Esteban de Hungría que fue enterrado en la iglesia de Royal Alba que había erigido y dedicado a la Virgen. Fue canonizado al igual que Esteban, obispo de Apt.

### Canonización
El obispo murió el 6 de noviembre de 1046 y fue enterrado en la catedral Sainte-Marie Nouvelle. Esteban de Apt fue canonizado y se convirtió así en el primer obispo santificado de Apt cuya existencia se conoce con certeza, teniendo los bollandistas una gran desgana basada en las vidas de Castor, Auspice, Quentin y Sédard.